# 1417年
| 千纪： | 2千纪 |
| 世纪： | 14世纪 \| 15世纪 \| 16世纪                                                                                 |
| 年代： | 1380年代 \| 1390年代 \| 1400年代 \| 1410年代 \| 1420年代 \| 1430年代 \| 1440年代                           |
| 年份： | 1412年 \| 1413年 \| 1414年 \| 1415年 \| 1416年 \| 1417年 \| 1418年 \| 1419年 \| 1420年 \| 1421年 \| 1422年 |
| 纪年： | 丁酉年（鸡年）；明永乐十五年；范玉永寧元年；日本應永二十四年                                               |

## 大事记
- 明成祖開始營建北京城與紫禁城建築群。
- 应柯枝国王可亦里之请，赐其印诰并封其国之山为镇国山，明成祖并亲制碑文赐之。
- 蘇祿東王偕另二王及其親屬曾經親自晉見明朝皇帝明成祖朱棣，歸國途中東王染疾病故並安葬於山東省德州。除了長子返回蘇祿繼承蘇丹王位
- 郑和在忽鲁谟斯立碑纪念，碑文曰：「钦差总兵太监郑和前往西洋忽鲁谟斯等国公干，永乐十五年五月十六日于此行香，望圣灵庇佑，镇抚蒲和日记立」。
- 朝鮮王朝領議政申叔舟《海東諸國紀》問世。
- 勃艮第公爵無畏的約翰在百年戰爭中與亨利五世結盟。
- 羅馬天主教會選出各方一致接受的馬丁五世做為新任羅馬教皇，結束歷時39年的天主教會大分裂。